# Huey Lewis and the News
Huey Lewis and the News es una banda de rock estadounidense con sede en San Francisco, California. Tuvieron una racha de sencillos exitosos durante la década de 1980 y principios de la década de 1990, logrando finalmente 19 top ten singles en las listas de Billboard Hot 100, Adult Contemporary y Mainstream Rock .
Su álbum más exitoso, Sports, fue lanzado en 1983. El álbum, junto con sus videos presentados en MTV, catapultó al grupo a la fama mundial. Eso se expandió cuando la canción "The Power of Love" apareció en la exitosa película Back to the Future. "The Power of Love" fue nominado para un Premio de la Academia y alcanzó el número uno en el Billboard Hot 100 singles chart.
The News combinó un respaldo de rock, con soul y voces de armonía doo-wop y la voz distintiva de Lewis.

## Historia
En 1972, el cantante y armonista Huey Lewis junto al teclista Sean Hopper se unieron a la banda de Jazz-Funk "Clover" de la bahía de San Francisco. Con Clover grabaron varios álbumes en los años 70, y en mitad de la década se mudaron a Inglaterra para formar parte de la escena pub rock de la época.
Sin Lewis (pero con Hopper), se llegaron a convertir en el grupo de estudio de Elvis Costello para su primer álbum, "My Aim is true". El grupo volvió a la zona de la bahía de San Francisco a finales de los 70.
El principal rival para el grupo Clover en la zona de la bahía era una banda llamada "Soundhole", entre cuyos miembros estaban el batería Bill Gibson, el saxofonista/guitarrista Johnny Colla, y el bajista Mario Cipollina (hermano menor de John Cipollina). Como Clover, Soundhole pasó mucho tiempo siendo la banda de estudio de un importante cantante, en su caso Van Morrison. Tras conseguir un contrato para un sencillo con Phonogram Records en 1978, Huey Lewis unió a sus compañeros de banda y a tres de los integrantes de su banda rival para crear un nuevo grupo, Huey Lewis & The American Express. 
En 1979 grabaron y distribuyeron un sencillo, "Exo-Disco" (una versión disco del tema principal de la película "Éxodo"), que pasó inadvertido. La cara B de este sencillo, "Kick Back", era una canción que había sido tocada en directo anteriormente por Lewis y su anterior banda, Clover. En 1979 el grupo persuadió al guitarrista Chris Hayes para que se uniera al grupo y firmaron con Chrysalis Records. Después de que la compañía de tarjetas de crédito American Express se quejó, en enero de 1980 el grupo cambia su nombre a Huey Lewis and The News.
Más tarde, en 1980, llega el primer disco de la banda llamado "Huey Lewis and The News" que pasó desapercibido. En 1982, la banda graba su segundo álbum llamado "Picture This". El álbum llega a disco de oro gracias al sencillo "Do you believe in love", escrito por el productor del grupo Clover, Robert "Mutt" Lange. Este sencillo es utilizado en el episodio "The prodigal son" (el hijo pródigo) de la serie "Miami Vice". Sobre todo por el superéxito de dicho sencillo, el álbum se mantiene durante 35 semanas en el número 13 del Billboard 200. Los siguientes singles de Picture This, "Hope you love me like you say yo do" y "Workin' for a livin", tuvieron un éxito limitado, aunque el videoclip de "Workin' for a living" fue emitido repetidas veces en la MTV y en HBO.
Debido a la productora, el tercer disco de la banda, "Sports" sufre mucho retraso y Huey Lewis and The News vuelve a la escena a finales del año 1983, haciendo gira en autobús por pequeños clubs para promocionar el álbum. Este nuevo álbum llega al N.º 6 en Estados Unidos poco después de su lanzamiento. Lentamente, "Sports" llega a ser N.º 1 en 1984 y consigue el disco de platino en 1985, gracias a las frecuentes giras del grupo y a una serie de videos inteligentes y divertidos que aparecieron en la MTV masivamente. Cuatro sencillos de este disco llegaron al Top ten del Billboard Hot 100: "Heart and Soul" (N.º 8), "I Want a New Drug" (N.º 6), "The Heart of Rock and Roll" (N.º 6), y "If this is it" (N.º 6). Hasta la fecha el álbum ha vendido más de 10 millones de copias solo en Estados Unidos.
Su canción "The Power of Love" fue también un N.º 1 y apareció en la película de 1985 Back to the Future, para la cual también grabaron el tema "Back In Time", y en la que Huey Lewis hace un cameo como uno de los miembros del jurado del concurso de bandas que rechaza al grupo de Marty McFly. Como broma, el grupo de Marty toca una versión instrumental de "The Power of Love" (Lewis dice en la película: "Lo siento chicos, pero sois demasiado ruidosos"). "The Power of Love" también fue nominada para el Óscar.
Tras el éxito de "The Power of Love" y Back to the Future, Huey Lewis and The News graba el disco "Fore!" en 1986. Fore! era el segundo álbum de la banda en estar en el Billboard 200. El disco tuvo un amplio éxito, contando con 2 sencillos que llegaron al N.º 1: "Stuck with you" y "Jacob's Ladder". En total el álbum cuenta con 5 sencillos que llegaron al Top Ten en el Billboard 100 y ha sido certificado triple platino.
El grupo continuó sus giras durante 1987, y en 1988 saca el disco "Small World". Después de conseguir varios discos de platino con sus dos anteriores discos, Small World se consideró una decepción comercial, llegando solo al N.º 11 y consiguiendo solo un disco de platino. El álbum, que tenía más jazz y menos rock que los discos anteriores, tuvo solo un sencillo de éxito, "Perfect World", que alcanzó el N.º 3 en las listas. Este álbum fue aclamado "el peor álbum de 1988" por la revista Rolling Stone, aunque muchos fanes del grupo lo consideran el mejor.
Después de acabar la gira de Small World en 1988, el grupo se toma un largo y merecido descanso, dejando el estudio de grabación y las giras, y rompiendo las relaciones con Chrysalis Records. En 1991 graban el álbum "Hard at Play" con su nueva productora, EMI. El sonido de este álbum tiene más de R&B y Rock, que era lo que el público esperaba de ellos. Consiguen volver a las listas con otros dos sencillos de éxito: "Couple days off" (N.º 11) y "It hit me like a hammer" (N.º 21). El álbum llega a disco de oro, y la banda vuelve de gira para promocionar el disco, el cual sería el último disco con temas originales de esa década.
Después de volver a cambiar de productora, esta vez a Elektra Records aparece un nuevo álbum en 1994 llamado "Four Chords & Several Years Ago", compuesto de canciones rock y doo-wop de las décadas de los 50 y 60. Éste sería el último álbum que grababa el bajista Mario Cipollina, que abandonó la banda tras la finalización de la gira correspondiente. El álbum consiguió llegar al Billboard 200.

## En elsigloXXI
A finales del año 2000, Huey Lewis vuelve al cine consiguiendo su mayor papel protagónico en la comedia "Duets". El filme fue una decepción, pero su banda sonora incluye un dueto entre Lewis y la coprotagonista, Gwyneth Paltrow, del clásico de Smokey Robinson "Cruisin'", que inesperadamente acabó siendo un gran éxito, llegando al N.º 1 en el Billboard Adult Contemporary Chart (y además se convirtió en el N.º 1 de las listas pop en Australia y Nueva Zelanda).
El primer álbum de la banda con material nuevo no llegó hasta el año 2001. Fue producido por la discográfica Jive Records, y titulado "Plan B". Este sería el último álbum que grabaría como miembro de la banda el guitarrista Chris Hayes. El álbum es una colección de canciones que la banda había disfrutado tocando en conciertos, y con las que obtuvieron algunas de las mejores críticas de su carrera. El álbum solo rozó ligeramente las listas, siendo el sencillo principal "Let Her Go & Start Over" el que provocó más interés.
A pesar de no ser un grupo con éxitos en listas ha continuado haciendo giras con una formación estable tocando alrededor de 70 fechas al año todas en los Estados Unidos. Aun así, la alineación ha cambiado significativamente desde su nacimiento. Mario Cipollina dejó el grupo poco después del tour del disco "Four Chords and Several Years Ago" en 1994. 
Su sustituto desde entonces ha sido el bajista John Pierce. La sección de viento, compuesta por la banda "Tower of Power" que sirvió al grupo desde comienzos de los años 80 también dejó de trabajar con el grupo en 1994. En su sustitución, entraron en el grupo Marvin McFadden, Ron Stallings, y Rob Sudduth. A principios del 2000, Chris Hayes también deja de pertenecer al grupo para pasar más tiempo con su familia, aunque volvió a unirse a ellos temporalmente para tocar en el álbum de 2001 "Plan B".
Stef Burns reemplazó a Hayes, aunque los guitarristas Tal Morris y James Harrah también han tenido que entrar a formar parte del grupo en las ocasiones que Burns no ha podido asistir por otros compromisos. Ocasionalmente Hayes ha tocado con la banda cuando han tocado en la zona de la Bahía de San Francisco, además de tocar algunas veces con otros amigos y músicos de San Francisco.
En diciembre de 2004, Huey Lewis and the News grabaron su álbum en directo "Live at 25" en la Compañía cervecera Sierar Nevada, en Chico, Nevada, como celebración de su 25 aniversario como banda. En verano de 2006, el grupo emprende una gira junto con "Chicago". De dicho tour cabe destacar al miembro de Chicago Bill Champlin tocando con los News, y a miembros de Huey Lewis and The News tocando en la sección de percusión de Chicago el éxito "I'm a man". Huey Lewis también cantó el éxito de Chicago "Colour my world".
El 13 de febrero de 2007, Lewis es entrevistado por el programa "Stuck in the 80's", durante la cual revela que el grupo ha escrito varias canciones nuevas que esperan grabar en 2008. También declara que, al haber cambiado tanto la industria de la música desde su último álbum, no está seguro de cómo se venderá el nuevo material.
El 21 de agosto de 2007, el grupo tocó en la feria estatal de California, y al concierto se unió el bajista original de la banda, Mario Cipollina, durante un bis de 4 canciones. Este sería su primera actuación en directo con el grupo en más de 10 años. Huey Lewis and The News actuaron también en la presentación del megaconcierto anual "A Capitol Fourth" en Washington, el viernes 4 de julio de 2008.
En el 2008, Huey Lewis and The News graba el tema principal de la comedia "Pineapple Express". La canción está incluida en la banda sonora de la película, que salió a la venta el 5 de agosto de 2008, un día antes del lanzamiento de la película.
En el 2007 Garth Brooks grabó un dueto con Huey Lewis para una versión de la canción "Workin' for a living", que es incluido en el disco recopilatorio "Brooks' The Ultimate Hits": el sencillo alcanzó el N.º 19 en el Billboard Country.
El 13 de abril de 2009 el saxofonista tenor Ron Stallings quien se había unido al grupo en 1995 murió a causa de un mieloma múltiple.
En 2010 sale al mercado "Soulsville"" con el sello discográfico W.O.W. Records. Es un disco de homenaje al soul de Stax Records que se grabó en los Ardent Studios de Memphis, Tennessee.

## Los Cazafantasmas
En 1984, los productores de la película Los Cazafantasmas se ponen en contacto con Ray Parker Jr. para crear un tema para el filme. Más tarde, ese mismo año, Huey Lewis and The News le demandan alegando las similitudes entre el tema de Los Cazafantasmas y su anterior éxito I Want a New Drug ("Quiero una droga nueva"). De acuerdo con Huey Lewis and The News, el caso es especialmente dañino para ellos, ya que el tema se hizo muy popular, llegando a ser número 1 en las listas durante 3 semanas. Más tarde, Parker y Lewis llegan a un acuerdo fuera de los tribunales. Huey Lewis ha declarado que cree que la causa de sus malas experiencias con la productora de "Los Cazafantasmas" les llevó a involucrarse con la película Back to the Future.
En el especial Behind The Music de la cadena VH1 en 2001, Huey Lewis declaró: "Lo más ofensivo no fue tanto el hecho de que Ray Parker Jr. plagiara la canción, sino el hecho simbólico de la industria que quiere algo --ellos querían nuestro sonido, y querían comprarlo-- ...no está en venta... Al final, supongo que tenían razón. Supongo que sí que estaba en venta, porque, de hecho, la compraron". Como resultado de esta afirmación, Ray Parker Jr. ha demandado a Huey Lewis, alegando que Lewis ha violado el acuerdo de confidencialidad que tenían pactado, y exige una compensación económica (de la cual no se ha especificado cantidad) además de daños y perjuicios. El juicio todavía sigue en pie.

## Miembros

### Originales
- Huey Lewis - (Hugh Anthony Cregg III nacido el 5 de julio de 1950 en New York, New York) cantante, armónica (1979– al presente)
- Sean Hopper - (Sean Thomas Hopper nacido el 31 de marzo de 1953 en San Francisco, California) - teclados, coros (1979–al presente)
- Bill Gibson - (William Scott Gibson nacido el 13 de noviembre de 1951 en Sacramento, California) - batería, percusión, coros (1979– al presente)
- Johnny Colla - (John Victor Colla nacido el 2 de julio de 1952 en Sacramento, California) - guitarra, saxofón, coros (1979– al presente)
- Mario Cipollina - (Nacido el 10 de noviembre de 1954 en San Rafael, California) - bajo (1979–1995)
- Chris Hayes - (Christopher John Hayes nacido el 24 de noviembre de 1957 en Great Lakes, Illinois) - guitarra, coros (1980–2001)

### Nuevos
- John Pierce - bajo (1996- )
- Stef Burns - guitarra, coros  (2001- )
- Marvin McFadden - trompeta, percusión, coros (1994- )
- Ron Stallings - saxofón (1994–2009)
- Rob Sudduth - saxofón, coros (1994- )
- Johnnie Bamont - saxofón (2009-)
- Jeanie Tracy - coros (1994)
- Linda Tillery - coros (1994)

## Discografía

#### Álbumes de estudio
- Huey Lewis and the News - (1980)
- Picture This - (1982)
- Sports - (1983)
- Fore! - (1986)
- Small World - (1988)
- Hard at Play - (1991)
- Four Chords & Several Years Ago - (1994)
- Plan B - (2001)
- Soulsville - (2010)
- Weather - (2020)

#### Álbumes recopilatorios
- The Heart of Rock & Roll – The Best of Huey Lewis and The News (1992)
- Time Flies... The Best of Huey Lewis & the News (1996)
- Greatest Hits & Videos (2006)

#### Sencillos
- The Heart Of Rock & Roll - (1983)
- If This Is It - (1983)
- I Want A New Drug - (1983)
- Heart And Soul - (1983)
- The Power of Love - (1985)
- Hip To Be Square - (1986)
- Stuck With You - (1986)
- Doing It All For My Baby - (1987)
- Small World - (1988)
- Perfect World - (1988)

## Premios y distinciones
Premios Óscar
| Año  | Categoría              | Canción             | Película          | Resultado |
| ---- | ---------------------- | ------------------- | ----------------- | --------- |
| 1986 | Mejor canción original | «The Power of Love» | Regreso al futuro | Nominado  |